# Saint-Hilaire-Peyroux
Saint-Hilaire-Peyroux é uma comuna francesa na região administrativa da Nova Aquitânia, no departamento de Corrèze. Estende-se por uma área de 18,89 km². Em 2010 a comuna tinha 1 010 habitantes (densidade: 53,5 hab./km²).